# 臨時行政改革推進審議会
臨時行政改革推進審議会（りんじぎょうせいかいかくすいしんしんぎかい）は、第二次臨時行政調査会（第二臨調）が1983年（昭和58年）3月に廃止された後、答申にある行政改革の実現を監視する機関として、設置された審議会。略称は行革審であり、第二臨調の後に設置された3つの臨時行政改革推進審議会の総称としても行革審が使われる。3回にわたり設置されたため、それぞれを第1次・第2次・第3次と呼ばれるが、公的にはいずれも「臨時行政改革推進審議会」である。

## 行革審の位置づけ
いずれも設置法に基づき総理府におかれたもので、内閣総理大臣の私的諮問機関ではない。委員は両議院の同意を得て、内閣総理大臣が任命した。行政改革の推進について政府の官僚機構を監視するのが最大の役目。
第1次臨時行政改革推進審議会　臨時行政改革推進審議会設置法（昭和58年5月23日法律第52号）に基づき設置
会長には第二臨調会長を務めた土光敏夫・元経済団体連合会（経団連）会長が就任した。1983年（昭和58年）6月28日に設置され、1986年（昭和61年）6月に「今後における行財政改革の基本方針」という答申を出して廃止された。
第2次臨時行政改革推進審議会　臨時行政改革推進審議会設置法（昭和61年12月26日法律第107号）に基づき設置
大槻文平が会長に就任。1987年（昭和62年）4月20日に設置され、1990年（平成2年）4月に最終答申を出して廃止された。
第3次臨時行政改革推進審議会　臨時行政改革推進審議会設置法（平成2年7月3日法律第75号）に基づき設置
鈴木永二・元日経連会長が会長に就任。1990年（平成2年）10月に設置され、1993年（平成5年）10月に最終答申を出して廃止された。
行政改革委員会　行政改革委員会設置法（平成6年11月9日法律第96号）に基づき設置
飯田庸太郎・元経団連副会長が会長に就任。行政改革の実施状況を監視する目的で、村山富市内閣の下で1994年（平成6年）12月に設置され、1997年（平成9年）12月に設置期限が満了して廃止された。